# Бернардо Редін
Бернардо Редін (ісп. Bernardo Redín, нар. 26 лютого 1963, Калі) — колумбійський футболіст, що грав на позиції півзахисника.
Виступав, зокрема, за клуби «Депортіво Калі» та «Америка де Калі», а також національну збірну Колумбії.
Чемпіон Колумбії.

## Клубна кар'єра
У дорослому футболі дебютував 1981 року виступами за команду «Депортіво Калі», в якій провів дев'ять сезонів, взявши участь у 279 матчах чемпіонату. Більшість часу, проведеного у складі «Депортіво Калі», був основним гравцем команди.
Протягом 1990—1991 років захищав кольори клубу ЦСКА (Софія).
Своєю грою за останню команду привернув увагу представників тренерського штабу клубу «Америка де Калі», до складу якого приєднався 1992 року. Відіграв за команду з Калі наступні три сезони своєї ігрової кар'єри. Граючи у складі «Америка де Калі» також здебільшого виходив на поле в основному складі команди.
Згодом з 1995 по 2000 рік грав у складі команд «Депортес Кіндіо», «Атлетіко Уїла» та «Орієнте Петролеро».
Завершив ігрову кар'єру у команді «Атлетіко Уїла», у складі якої вже виступав раніше. Повернувся до неї 2001 року, захищав її кольори до припинення виступів на професійному рівні.

## Виступи за збірну
У 1987 році дебютував в офіційних матчах у складі національної збірної Колумбії.
У складі збірної був учасником розіграшу Кубка Америки 1987 року в Аргентині, на якому команда здобула бронзові нагороди, розіграшу Кубка Америки 1989 року у Бразилії, чемпіонату світу 1990 року в Італії, розіграшу Кубка Америки 1991 року у Чилі.
Загалом протягом кар'єри в національній команді, яка тривала 5 років, провів у її формі 40 матчів, забивши 5 голів.

## Титули і досягнення
- Чемпіон Колумбії (1):

«Америка де Калі»: 1992
- Бронзовий призер Кубка Америки: 1987